# Hövels
Hövels là một đô thị thuộc huyện Altenkirchen, trong bang Rheinland-Pfalz, phía tây nước Đức. Đô thị Hövels có diện tích 7,87 km², dân số thời điểm ngày 31 tháng 12 năm 2006 là 691 người.